# Xã Dixon, Quận Preble, Ohio
Xã Dixon (tiếng Anh: Dixon Township) là một xã thuộc quận Preble, tiểu bang Ohio, Hoa Kỳ. Năm 2010, dân số của xã này là 567 người.